# اتا شاه‌تخته

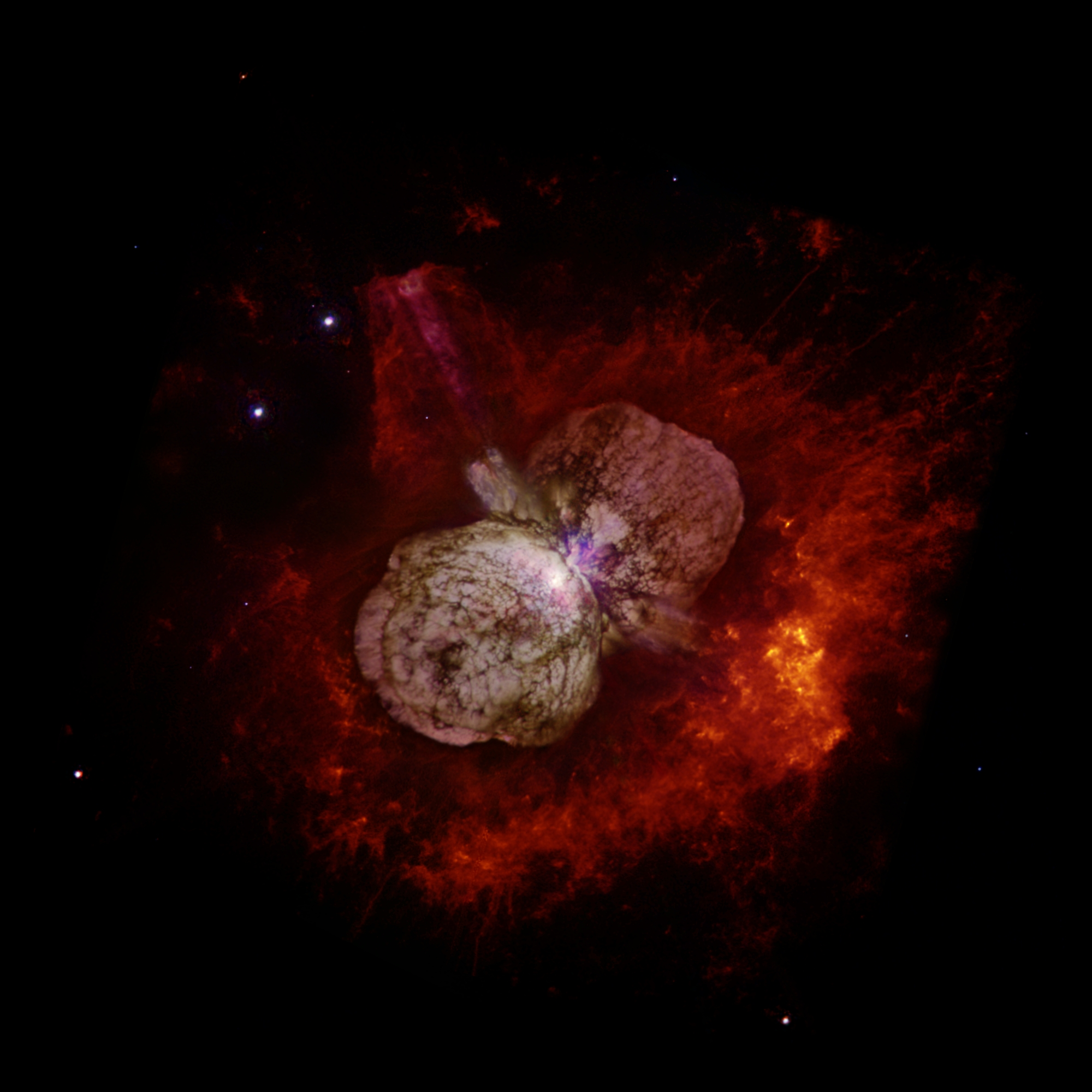
تصویر تلسکوپ فضایی هابل از اِتا شاه‌تخته

اِتا شاه‌تخته یا اِتا کارینا (به انگلیسی: Eta Carinae) یک سامانهٔ ستاره‌ای در صورت فلکی شاه‌تخته است که تقریباً ۷٬۵۰۰ تا ۸٬۰۰۰ سال نوری با خورشید فاصله داشته و جرم آن بالای ۱۲۰ جرم خورشیدی تخمین زده شده‌است. این سامانه حداقل از دو ستاره تشکیل شده‌است. یکی از دو ستارهٔ شناخته‌شدهٔ این سامانه، یک متغیر آبی درخشان (ال‌بی‌وی) است که در مراحل اولیهٔ زندگی خود جرمی در حدود ۱۵۰ جرم خورشیدی داشته‌است؛ ولی امروزه حداقل ۳۰ جرم خورشیدی از جرم آن کاسته شده‌است. ستارهٔ دیگر این سامانه یک غول آبی است که جرمی تقریباً ۳۰ برابر جرم خورشید دارد و به دور همدم بزرگترش در گردش است. این ستارهٔ همدم به هیچ‌وجه به صورت بصری قابل مشاهده نیست، زیرا اِتا شاه‌تخته به وسیلهٔ سحابی سرخ‌رنگ ضخیم و بزرگی احاطه شده‌است که مشاهدهٔ آن را عملاً غیرممکن می‌سازد. درخشندگی مجموع این دو ستاره در حدود چهار میلیون برابر خورشید، و جرم مجموع آن‌ها تقریباً ۱۰۰ برابر جرم خورشید تخمین زده می‌شود. اِتا شاه‌تخته در شمال عرض جغرافیایی ۳۰ درجهٔ شمالی قابل مشاهده نیست و در جنوب عرض جغرافیایی ۳۰ درجهٔ جنوبی دور قطبی است. به علت جرم زیاد این ستاره و نیز مرحلهٔ خاص زندگی‌اش، انتظار می‌رود که در آینده‌ای نزدیک (از نظر نجومی) به صورت یک ابرنواختر یا حتی شاید به صورت یک فرانواختر منفجر شود.

## نام‌ها
در اخترشناسی چینی سنّتی، اتا شاه‌تخته دارای نام‌های تسین‌شی (از 天 社 چینی (ماندارین: tiānshè) «محراب بهشت»)، و سوراخ است. این ستاره در زبان چینی همچنین با نام 海山 (های شان ایر، فارسی: دوّمین ستارهٔ دریا و کوه) شناخته می‌شود که برگرفته از نام صورتکی به نام دریا و کوه است که از اتا شاه‌تخته، اس شاه‌تخته، لاندا قنطورس، و لاندا مگس جنوبی تشکیل شده‌است.

## کلّیات
اتا شاه‌تخته در حال حاضر یکی از پرجرم‌ترین سامانه‌های ستاره‌ای قابل مطالعهٔ گسترده است. تا همین اواخر، اتا شاهتخته پرجرم‌ترین ستارهٔ منفرد کهکشان راه شیری دانسته می‌شد؛ امّا در سال ۲۰۰۵ آشکار شد که اتا شاه‌تخته در واقع یک سامانهٔ دوتایی است. پرجرم‌ترین ستاره در سامانهٔ ستاره‌ای دوتایی اتا شاه‌تخته به احتمال زیاد بیش از ۱۰۰ برابر خورشید جرم دارد. سایر ستارگان پرجرم شناخته‌شده درخشان‌تر و پرجرم‌تر از این هستند.
ستارگانی که در ردهٔ جرمی اتا شاه‌تخته قرار دارند، نوری بیش از یک میلیون برابر نور خورشید را از خود گسیل می‌کنند. چنین ستارگانی بسیار نادرند، به‌طوری‌که در کهکشانی به بزرگی راه شیری تعداد این گونه از ستارگان از چند ده‌تا فراتر نمی‌رود. این ستارگان بسیار به حدّ ادینگتون نزدیکند و حتّی ممکن است از لحاظ نظری از این حد تجاوز کنند. در چنین ستارگانی میزان فشار تابشی به‌قدری زیاد است که می‌تواند تقریباً گرانش را خنثی کند. ستارگانی که جرم آن‌ها از ۱۲۰ برابر جرم خورشید فراتر می‌رود از لحاظ نظری از حدّ ادینگتون تجاوز کرده‌اند و گرانش آن‌ها به‌سختی می‌تواند بر فشار تابشی آن‌ها چیره شود، از این رو بسیار ناپایدارند.
اهمّیّت عمدهٔ اتا شاه‌تخته در اخترفیزیک به علّت انفجار بزرگ‌مقیاس یا رویداد شبه ابرنواختری آن است که در سال ۱۸۴۳ مشاهده شد. به مدّت چند سال، اتا شاه‌تخته نوری به اندازهٔ یک ابرنواختر از خود ساطع می‌کرد، امّا با وجود چنین شرایطی جان سالم به در برد. شبه ابرنواخترهای دیگری در کهکشان‌های دیگر نیز مشاهده شده‌اند. برای مثال می‌توان به انفجار جنجال‌برانگیز مشکوک به ابرنواختر اس‌ان ۱۹۶۱وی در ان‌جی‌سی ۱۰۵۸، و نیز به اس‌ان ۲۰۰۶جی‌سی در یوجی‌سی ۴۹۰۴، که در اکتبر سال ۲۰۰۴ انفجار ابرنواخترمانندی را از خود به نمایش گذاشت، اشاره کرد. شایان ذکر است که اس‌ان ۲۰۰۶جی‌سی دو سال بعد، یعنی در ۹ اکتبر ۲۰۰۶ به راستی به صورت یک ابرنواختر منفجر شد. پدیدهٔ شبه ابرنواختر ممکن است نشان‌دهندهٔ ناپایداری سطح ستاره باشد.

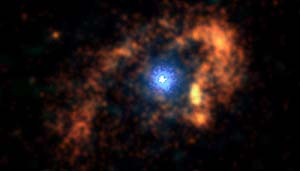
اتا شاه تخته یکی از عجیبترین ستاره‌های کشف شده در کهکشان راه شیری بوده. تصویر از تلسکوپ فضایی چاندرا.

## تغییرات درخشندگی
یکی از مهم‌ترین ویژگی‌های اتا شاه‌تخته تغییر درخشندگی آن است. در حال حاضر به‌خاطر الگوی ویژهٔ درخشان‌شدن و تاریک‌شدن‌های اتا شاه‌تخته، آن را به عنوان یک ستارهٔ دوتایی متغیّر آبی درخشان رده‌بندی می‌کنند.
هنگامی که در سال ۱۶۷۷ برای نخستین‌بار اتا شاه‌تخته به‌وسیلهٔ ادموند هالی فهرست شد، از قدر ۴ بود؛ اما در سال ۱۷۳۰ رصدگران متوجه شدند که این ستاره به میزان قابل توجهی پرنورتر شده‌است. در آن دوران اتا شاه‌تخته به یکی از درخشان‌ترین ستارگان شاه‌تخته تبدیل شده‌بود. پس از آن درخشندگی اتا شاه‌تخته دوباره کاهش یافت، به‌طوری‌که در حدود سال ۱۷۸۲ به وضع سابق خود بازگشت. در سال ۱۸۲۰ درخشندگی آن دگربار رو به افزایش گذاشت. در سال ۱۸۲۷ درخشندگی اتا شاه‌تخته بیش از ده برابر شد و به بالاترین حدّ خود رسید. در آوریل سال ۱۸۴۳ این ستاره با وجود فاصلهٔ بسیار زیادش با زمین (۷٬۰۰۰ تا ۸٬۰۰۰ سال نوری) با قدر ۰٫۸− به دومین ستارهٔ پرنور آسمان شب بدل شد (پس از شباهنگ که در فاصلهٔ ۸٫۶ سال نوری از زمین قرار دارد). (برای درک بهتر، می‌توان شباهنگ و اتا شاه‌تخته را به ترتیب به یک شمع و یک منبع نور تشبیه کرد، که شمع در فاصلهٔ ۱۴٫۵ متری، و منبع نور در فاصلهٔ ۱۰ کیلومتری ناظر قرار دارد و با وجود این تفاوت بزرگ در فاصلهٔ دو جسم، ناظر تقریباً هر دو را به یک اندازه پرنور می‌بیند.)
اتا شاه‌تخته در گذشته بارها دچار فوران‌های عظیمی شده‌است، که آخرین آن‌ها در سال ۱۸۴۱، در حدود اوج درخشندگی‌اش روی داد. منشأ این فوران‌ها ناشناخته است. بهترین توضیحی که تاکنون برای این‌گونه فوران‌ها داده شده‌است، این است که درخشندگی بسیار زیاد چنین ستارگانی موجب فشار تابشی بسیار شدیدی می‌شود که این فشار تابشی به نوبهٔ خود سبب می‌شود که گرانش نتواند شکل کروی ستاره را حفظ کند، در نتیجه ستاره دچار ناپایداری شده و در صورتی که مقدار این ناپایداری زیاد شود، فوران می‌کند. پس از سال ۱۸۴۳ اتا شاه‌تخته به تدریج بسیار کم‌نور شد، به‌طوری‌که بین سال‌های ۱۹۰۰ و ۱۹۴۰ از قدر ۸ دیده می‌شد و با چشم غیر مسلّح قابل رؤیت نبود. مدّت‌ها اوضاع تقریباً به همین منوال بود تا این که در سال‌های ۱۹۹۸ و ۱۹۹۹ درخشندگی آن به‌طور ناگهانی و غیر منتظره‌ای دو برابر شد. در سال ۲۰۰۷ قدر اتا شاه‌تخته به ۵ رسید و رصد آن با چشم غیر مسلّح امکان‌پذیر شد.
در سال ۲۰۰۸ درخشندگی آن کاهش یافت. مطابق چرخهٔ ۵٫۵۲ سالهٔ اتا شاه‌تخته، این ستاره اصولاً باید در حدود ژانویهٔ سال ۲۰۰۹ شروع به کم‌نور شدن می‌کرد، ولی بنابر گزارش‌های رصدخانهٔ جمینی جنوبی واقع در لا سرنا، شیلی، این رویداد در ژوئیهٔ سال ۲۰۰۸ به وقوع پیوست. در همین هنگام، اندازه‌گیری‌های طیف‌نمایی افزایشی را در میزان نور آبی گسیل‌شده از هلیم ابرگرمادیده آشکار ساختند. پیشتر تصوّر می‌شد که بادهای ستاره‌ای بسیار قدرتمند اتا شاه‌تخته سبب شده‌اند که هلیم به چنین دماهای بالایی برسد. با این وجود، اگر علّت این افزایش دما همدم اتا شاه‌تخته باشد، این ستاره باید در فاصله‌ای به مراتب نزدیک‌تر از فاصلهٔ کنونی‌اش با اتا شاه‌تخته باشد تا بتواند هلیم را تا این حد داغ کند. در مورد این که واقعاً چه چیزی سبب این رویداد اخیر شده‌است، اختلاف نظرهایی وجود دارد.
در سال ۲۰۱۰ دو اخترشناس به نام‌های دوئین همچر و دیوید فرو از دانشگاه مک‌کوآری واقع در سیدنی استرالیا نشان دادند که به هنگام فوران اتا شاه‌تخته در دههٔ ۱۸۴۰، مردم بورونگ - بومیان ویکتوریای شمال غربی - شاهد آن بوده‌اند و آن را با سنّت‌های شفاهی خود آمیخته‌اند. این مردمان به اتا شاه‌تخته نام «کالوگالوریک وار» به معنای همسر «وار» داده‌اند. وار (با تلفّظ واه) در زبان آن‌ها در اصل به معنای کلاغ است، امّا به ستارهٔ سهیل هم گفته می‌شود. تا می‌شود نشان‌دهندهٔ موج‌های شوکی هستند که بر اثر خروج شدید مادّه با سرعت‌های مافوق صوت از این ستاره ایجاد می‌شوند. دمای گاز گرم‌شده بر اثر شوک از حدود ۶۰ مگاکلوین در بخش‌های مرکزی تا حدود ۳ مگاکلوین در ساختار نعلی‌شکل بیرونی تغییر می‌کند. به گفتهٔ پروفسور کریس دیویدسن از دانشگاه مینه‌سوتا: «تصویر چاندرا شامل برخی معمّاها در ایده‌های موجود است که چگونه یک ستاره می‌تواند چنین گرما و پرتو ایکس شدیدی را از خود تولید کند».
در سال ۲۰۰۳ اتا شاه‌تخته دچار یک «کمینهٔ طیف‌نمایی» یا «گرفت پرتو ایکس» شد. اخترشناسان کمپین رصدی بزرگی را سازمان‌دهی کردند که شامل تمام ابزارهای نجومی در دسترس واقع در زمین و همچنین تلسکوپ‌های فضایی، از جمله برخی از تلسکوپ‌های فضایی معروف مانند تلسکوپ فضایی هابل، تلسکوپ فضایی چاندرا، رصدخانهٔ فضایی پرتو گامای اینتگرال، و تلسکوپ وی‌ال‌تی می‌شد. اهداف اوّلیّهٔ تشکیل این کمپین این‌ها بودند:۱- تعیین دوتایی بودن یا نبودن اتا شاه‌تخته و شناسایی همدم آن (اگر چنین همدمی وجود داشته باشد). ۲- کشف سازوکار فیزیکی «کمینهٔ طیف‌نمایی» و ارتباط آن با فوران‌های بزرگ‌مقیاس سدهٔ ۱۹ام (در صورت وجود چنین ارتباطی).
میان منحنی پرتو ایکس و تکامل ناحیهٔ برخورد باد-باد در یک سامانهٔ دوتایی تطابق خوبی وجود دارد. این نتایج با آزمایش‌های جدیدی که بر روی طول موج‌های رادیویی انجام گرفتند تکمیل شدند.به امروز این تنها مورد شناخته‌شده و قطعی ثبت فوران اتا شاه‌تخته در ادبیّات یک قوم بومی است.

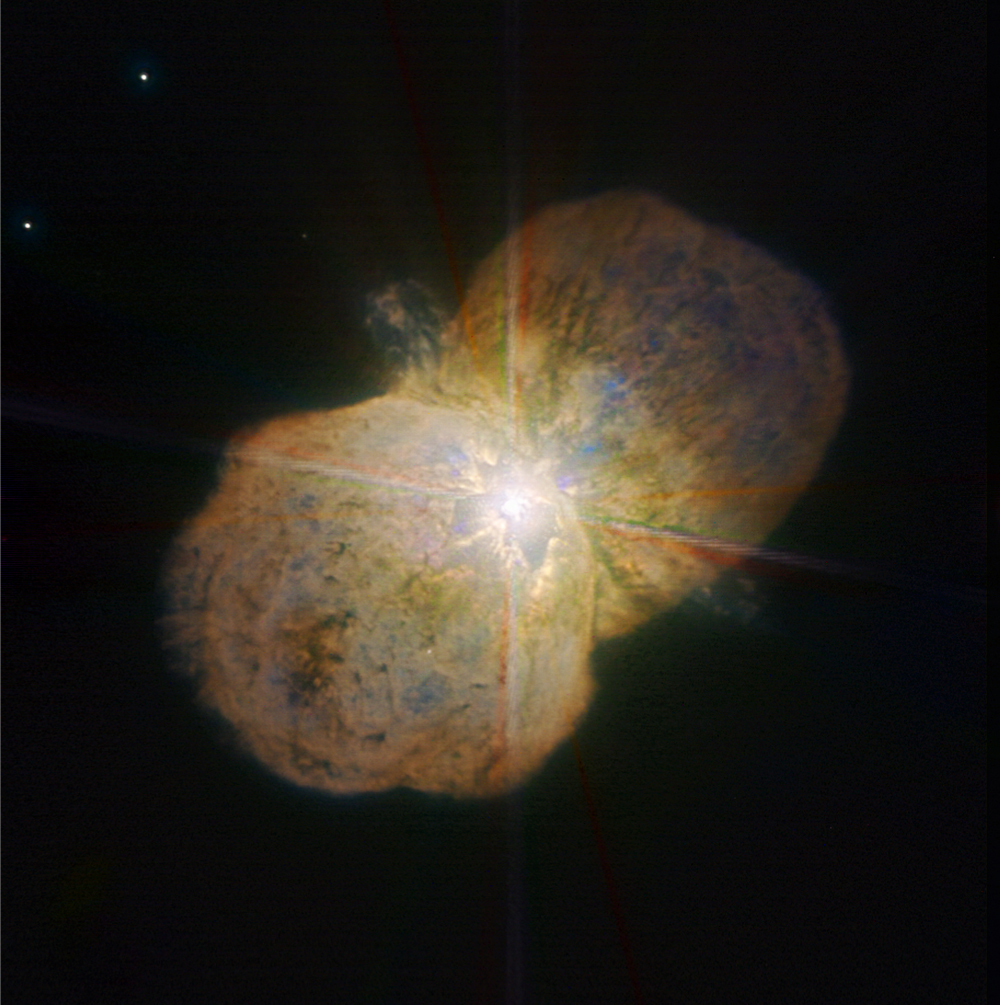
تصویر رصدخانه جنوبی اروپا از اتا شاه تخته

## منبع پرتو ایکس
در اطراف اتا شاه‌تخته سه ساختار وجود دارند که تصوّر
پایش طیف‌نمایی اتا شاه‌تخته نشان داد که برخی از خطوط نشری آن هر ۵٫۵۲ سال ناپدید می‌شوند و این دورهٔ زمانی برای دهه‌ها ثابت بوده‌است. علاوه بر این، نشر این ستاره در محدودهٔ امواج رادیویی و همچنین درخشندگی آن در محدودهٔ پرتو ایکس نیز در طول این «رویدادها» به‌شدّت کاهش می‌یابند. این تغییرات به همراه تغییرات تابش فرابنفش، نشانگر آنند که به احتمال زیاد، اتا شاه‌تخته دارای همدمی داغ و کم‌جرم‌تر از خود است که هر ۵٫۵۲ سال یک بار، در مداری بیضوی و با خروج از مرکز زیاد به دور آن می‌گردد.
تابش یونیزه‌ای که از ستارهٔ دوّم سامانهٔ اتا شاه‌تخته گسیل می‌شود، منبع تابش بزرگی در این سامانه است. بیشتر این تابش به‌وسیلهٔ باد ستاره‌ای جذب می‌شود.

## چشم‌انداز آینده

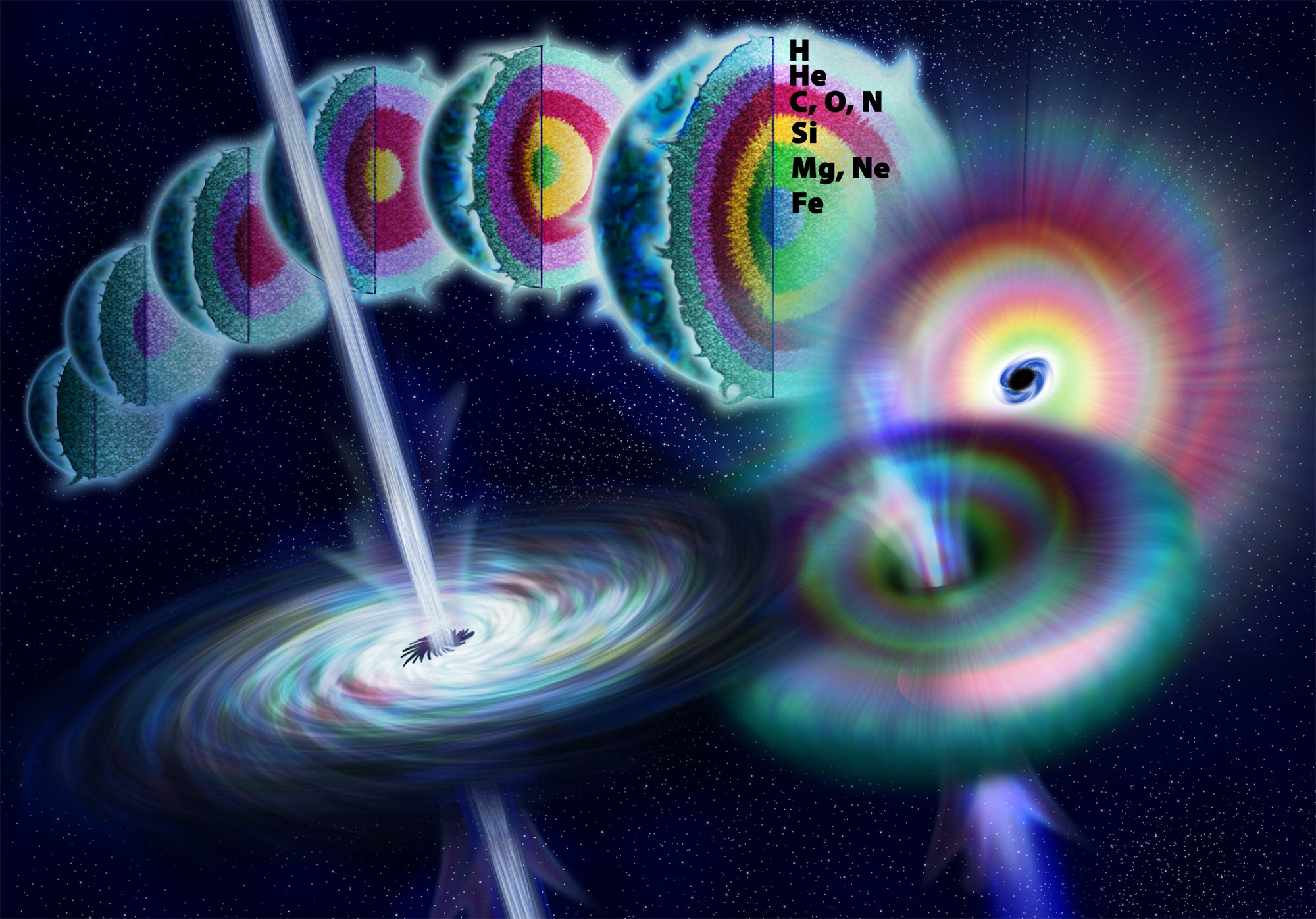
تصویری از یک ستاره عظیم که در حال فروپاشی برای تشکیل یک سیاه‌چاله است.

ستارگانی همچون اِتا شاه‌تخته، به علت درخشندگی بسیار زیادشان، سوخت خود را بسیار سریع‌تر از ستارگان معمولی مصرف می‌کنند؛ در نتیجهٔ این ستارگان عمر بسیار کوتاهی (در مقیاس نجومی) دارند. انتظار می‌رود که اِتا شاه‌تخته حداکثر تا چند میلیون سال آینده به صورت یک اَبَرنواَختر یا فرانواَختر منفجر شود. ال‌بی‌وی‌هایی همچون اِتا شاه‌تخته ممکن است یک مرحله از زندگی ستارگان بسیار پرجرم باشند. امروزه نظریهٔ غالب این است که گروهی از این ستارگان، آهنگ کاهش جرم بسیار بالایی ندارند، لذا می‌توانند تا پایان عمر بخش اعظم جرم خود را حفظ کنند و سرانجام با یک انفجار فرانواختری به زندگی خود پایان دهند؛ اما گروه دیگر، دارای آهنگ کاهش جرم بسیار شدیدی هستند، از این رو روند تکاملی آن‌ها بسیار متفاوت از روند تکاملی گروه دیگر است. این دسته از ستارگان، در اواخر عمر خود به ستارگان ولف-رایه تبدیل شده، و سرانجام به صورت یک ابرنواختر منفجر می‌شوند.
به تازگی نظر محتمل دیگری نیز در مورد آیندهٔ اتا شاه‌تخته داده شده‌است: اس‌ان ۲۰۰۶جی‌سی که در کهکشان یوجی‌سی ۴۹۰۴ واقع در فاصلهٔ ۷۷ میلیون سال نوری از خورشید و در صورت فلکی شلیاق قرار دارد. این ستاره در روز ۲۰ اکتبر سال ۲۰۰۴ به شدّت درخشان‌تر از گذشته شد و یک اخترشناس آماتور به نام کوئیچی ایتاگاکی آن را به عنوان یک ابرنواختر گزارش داد. در واقع این ستاره منفجر شد و جرمی به میزان ۰٫۰۱ برابر جرم خورشید (تقریباً ۲۰ برابر جرم مشتری) را از خود به بیرون پرتاب کرد؛ ولی با این وجود، این ستاره از این واقعه جان سالم به در برد. حدود دو سال بعد، در تاریخ ۹ اکتبر ۲۰۰۶ این ستاره به راستی به صورت یک ابرنواختر نوع Ib از قدر ظاهری ۱۳٫۸ منفجر شد. انفجار اوّل این ستاره در حقیقت یک رویداد شبه ابرنواختری بود.
شباهت میان اتا شاه‌تخته و اس‌ان ۲۰۰۶جی‌سی باعث شده‌است که استفان ایملر از مرکز پرواز فضایی گادرد ناسا پیشنهاد دهد که اتا شاه‌تخته می‌تواند در طول زندگی ما، یا حتّی در چند سال آینده منفجر شود. با این حال، استنفورد ووسلی از دانشگاه کالیفرنیا در سانتا کروز با عقیدهٔ ایملر مخالف است، و می‌گوید که احتمالاً اتا شاه‌تخته در مرحلهٔ تکاملی زودتری قرار دارد و این ستاره هنوز باید چندین مرحله واکنش‌های گرماهسته‌ای انجام دهد تا سوخت آن به‌طور کامل به اتمام برسد و در نهایت منفجر شود.